# Al-Jazira Club 2014-2015
Questa voce raccoglie le informazioni riguardanti l'Al-Jazira Club nelle competizioni ufficiali della stagione 2014-2015.

## Rosa
| N. |                                | Ruolo | Calciatore        |
| -- | ------------------------------ | ----- | ----------------- |
| 1  | Emirati Arabi Uniti (bandiera) | P     | Ahmed Ali Mubarak |
| 2  | Emirati Arabi Uniti (bandiera) | C     | Hamad Al Hammadi  |
| 3  | Emirati Arabi Uniti (bandiera) | D     | Jumaa Abdullah    |
| 4  | Emirati Arabi Uniti (bandiera) | C     | Yaser Matar       |
| 5  | Emirati Arabi Uniti (bandiera) | D     | Msalam Fayez      |
| 7  | Emirati Arabi Uniti (bandiera) | A     | Ali Mabkhout      |
| 8  | Brasile (bandiera)             | C     | Jucilei           |
| 9  | Montenegro (bandiera)          | A     | Mirko Vučinić     |
| 10 | Argentina (bandiera)           | C     | Manuel Lanzini    |
| 11 | Burkina Faso (bandiera)        | A     | Jonathan Pitroipa |
| 13 | Emirati Arabi Uniti (bandiera) | C     | Khamis Esmaeel    |
| 14 | Emirati Arabi Uniti (bandiera) | D     | Hassan Ameen      |
| 15 | Emirati Arabi Uniti (bandiera) | D     | Khaled Mabkhot    |
| 17 | Emirati Arabi Uniti (bandiera) | D     | Ismael Al-Jasmi   |
| 18 | Emirati Arabi Uniti (bandiera) | C     | Abdullah Mousa    |

| N. |                                | Ruolo | Calciatore          |
| -- | ------------------------------ | ----- | ------------------- |
| 21 | Emirati Arabi Uniti (bandiera) | C     | Yaqoub Al Hosani    |
| 22 | Emirati Arabi Uniti (bandiera) | C     | Khalvan Mubarak     |
| 23 | Emirati Arabi Uniti (bandiera) | D     | Khalid Sabeal       |
| 25 | Emirati Arabi Uniti (bandiera) | C     | Mohammed Abdulla    |
| 28 | Emirati Arabi Uniti (bandiera) | D     | Saif Khalfan        |
| 31 | Emirati Arabi Uniti (bandiera) | C     | Hamad Al-Hosany     |
| 33 | Emirati Arabi Uniti (bandiera) | C     | Salman Al-Menhali   |
| 34 | Emirati Arabi Uniti (bandiera) | C     | Khalid Butti        |
| 36 | Emirati Arabi Uniti (bandiera) | P     | Khalid Saif         |
| 45 | Emirati Arabi Uniti (bandiera) | A     | Ahmed Rabeea        |
| 55 | Emirati Arabi Uniti (bandiera) | P     | Ali Khasif          |
| 66 | Emirati Arabi Uniti (bandiera) | C     | Saleem Rashid Obaid |
| 77 | Emirati Arabi Uniti (bandiera) | C     | Sultan Bargash      |
| 82 | Emirati Arabi Uniti (bandiera) | D     | Sultan Al-Sowaidi   |
| 88 | Emirati Arabi Uniti (bandiera) | C     | Salim Ali Ibrahim   |

## Risultati

### UAE Arabian Gulf League

#### Girone di andata
| 15 settembre 2014, ore 18:30 1ª giornata | Ajman | 2 – 3 | Al-Jazira |  |

| 20 settembre 2014, ore 18:15 2ª giornata | Al-Jazira | 2 – 2 | Fujairah |  |

| 25 settembre 2014, ore 18:15 3ª giornata | Al-Jazira | 3 – 0 | Emirates |  |

| 29 settembre 2014, ore 18:15 4ª giornata | Al Dhafra | 3 – 3 | Al-Jazira |  |

| 5 ottobre 2014, ore 18:00 5ª giornata | Al-Jazira | 4 – 3 | Al-Ain |  |

| 18 ottobre 2014, ore 18:00 6ª giornata | Al-Ahli | 4 – 2 | Al-Jazira |  |

| 23 ottobre 2014, ore 18:00 7ª giornata | Al-Jazira | 3 – 2 | Al-Nassr |  |

| 28 ottobre 2014, ore 13:50 8ª giornata | Ittihad Kalba | 0 – 4 | Al-Jazira |  |

| 30 novembre 2014, ore 17:00 9ª giornata | Al-Jazira | 1 – 1 | Al-Wahda |  |

| 5 dicembre 2014, ore 13:45 10ª giornata | Baniyas | 2 – 3 | Al-Jazira |  |

| 10 dicembre 2014, ore 13:50 11ª giornata | Al-Jazira | 1 – 2 | Sharjah |  |

| 14 dicembre 2014, ore 16:30 12ª giornata | Al-Shabab | 3 – 4 | Al-Jazira |  |

| 19 dicembre 2014, ore 16:30 13ª giornata | Al-Jazira | 4 – 2 | Al-Wasl |  |

#### Girone di ritorno
| 4 febbraio 2015, ore 14:25 14ª giornata | Al-Jazira | 3 – 1 | Ajman |  |

| 8 febbraio 2015, ore 14:15 15ª giornata | Fujairah | 1 – 3 | Al-Jazira |  |

| 12 febbraio 2015, ore 14:20 16ª giornata | Emirates | 0 – 2 | Al-Jazira |  |

| 21 febbraio 2015, ore 14:35 17ª giornata | Al-Jazira | 1 – 2 | Al Dhafra |  |

| 8 marzo 2015, ore 17:30 18ª giornata | Al-Ain | 2 – 1 | Al-Jazira |  |

| 12 marzo 2015, ore 17:30 19ª giornata | Al-Jazira | 2 – 0 | Al-Ahli |  |

| 22 marzo 2015, ore 17:30 20ª giornata | Al-Nassr | 2 – 4 | Al-Jazira |  |

| 3 aprile 2015, ore 15:55 21ª giornata | Al-Jazira | 3 – 0 | Ittihad Kalba |  |

| 12 aprile 2015, ore 18:45 22ª giornata | Al-Wahda | 1 – 0 | Al-Jazira |  |

| 17 aprile 2015, ore 18:45 23ª giornata | Al-Jazira | 2 – 4 | Baniyas |  |

| 27 aprile 2015, ore 16:00 24ª giornata | Sharjah | 1 – 2 | Al-Jazira |  |

| 1 maggio 2015, ore 18:45 25ª giornata | Al-Jazira | 2 – 4 | Al-Shabab |  |

| 10 maggio 2015, ore 16:05 26ª giornata | Al-Wasl | 2 – 4 | Al-Jazira |  |